# Юдзуки, Рёка
Рёка Юдзуки (яп. 柚木涼香 Юдзуки Рё:ка, 10 января 1974 года, Айти) — японская сэйю. В течение своей карьеры неоднократно меняла сценические псевдонимы, среди которых Аюми Нагасии (яп. 永椎あゆみ) и Канори Кадомацу (яп. 角松かのり). Дебютировала в кино с эпизодической ролью Сиоми Канагавы в экранизации 1990 года манги Sakura no Sono.

## Значительные роли

### Аниме
1998
- Сакура — собирательница карт [ТВ] — Накуру Акидзуки
- Initial D First Stage — Кадзуми Акияма

1999
- D4 Princess — Акари
- Seihou Tenshi Angel Links — Ли Мэйфэн
- Трепещущие воспоминания OVA — Библиотекарь
- Стальной ангел Куруми [ТВ-1] — Цунами
- Initial D Second Stage — Кадзуми Акияма

2000
- Oh! Super Milk-chan — Тэцуко
- Gensou Maden Saiyuki TV — Ринрэй
- Стальной ангел Куруми OVA-1 — Цунами
- Brigadoon Marin to Melan — Тиаса Курихара / Мидори Мано
- Инуяся [ТВ] — Принцесса Цую

2001
- Zoids Shinseiki/Zero — Крис Таскер
- Spirit of Wonder: Shonen Kakagu Club — Уинди
- Mahou Senshi Riui — Гарнет
- Sister Princess — Мариэ
- Gene Shaft — Ремми Леви-Штраус
- Фигура 17 — Асука Карасава
- Samurai Girl — Рэйха
- Икс — Знамение — Араси Кисю
- Икс [ТВ] — Араси Кисю
- Pocket Monster Crystal: Raikou Ikazuchi no Densetsu — Маума

2002
- Чобиты — Такако Симидзу
- Армитаж: Двойная матрица — Наоми Армитаж
- Горячий Парень Джей — Кристина Габриэль
- Sister Princess ~Re Pure~ — Мариэ
- Наруто [ТВ-1] — Ино Яманака
- I’ll / Crazy KOUZU Basketball Club — Ёсикава Сумирэ

2003
- Нечто важное для мага — Аяно Гото
- Sakura Taisen: Ecole de Paris — Лаура

2004
- Водное сияние — Хикари
- Ветер любви — Ёйко Акимото
- Initial D Fourth Stage — Кадзуми Акияма
- Наруто: Спортивный фестиваль Конохи — Ино Яманака
- Май-Химэ — Харука Судзусиро

2005
- Air [ТВ] — Минаги Тоно
- Лиричная волшебница Наноха: Асы — Шамаль
- Май-Отомэ [ТВ] — Харука

2006
- Tactical Roar — Джорнада
- Utawarerumono — Эруру
- Стеклянный флот — Рэйчел
- Планета Короля Зверей — Саё
- Алхимическое оружие — Токико Цумура
- Pururun! Shizuku-chan — Уруой-тян
- Май-Отомэ OVA-1 — Харука

2007
- Наруто [ТВ-2] — Ино Яманака
- Лирическая Волшебница Наноха: Искатели — Шамаль
- Idolmaster Xenoglossia — Хотару Ясухара
- Kiss Dum: Engage Planet — Рэй
- Боги-машины: Формула гигантов — Ли Цзоуин
- Suteki Tantei Labyrinth — Санаэ Идзуми / Юхи
- Ночной чародей — Лион Гунта
- Pururun! Shizuku-chan Aha — Уруой-тян
- Мой любимый робот — Канаэ Хагивара
- Кэнди-Бой — Юкино Сакураи

2008
- To Love-Ru — Лиза Момиока
- Shugo Chara — Тэмари

2010
- The World God Only Knows — Мари Кацураги

2013
- Kill la Kill — Сацуки Кирюин

### Видеоигры
2022
- Genshin Impact — Кандакия